# ديفيد جيبسون (سياسي)
ديفيد جيبسون (بالإنجليزية: David Gibson)‏ هو فلاح وسياسي أسترالي، ولد في 7 فبراير 1873، وتوفي في 27 أبريل 1940. انتخب عضو الجمعية التشريعية فيكتوريا.